# Joomla
Joomla! es un sistema de gestión de contenidos (o CMS, por las siglas en inglés, Content Management System) que permite desarrollar sitios web dinámicos e interactivos. Permite crear, modificar o eliminar contenido de un sitio web de manera sencilla a través de un "panel de administración". Es un software de código abierto, programado o desarrollado en PHP y liberado bajo Licencia pública general GNU (GPL).
Este administrador de contenidos puede utilizarse en una computadora personal local (localhost), en una intranet o a través de Internet, y requiere para su funcionamiento una base de datos creada con un gestor de bases de datos (MySQL es lo más habitual), así como de un servidor HTTP Apache.
Su nombre es una pronunciación fonética jumla para anglófonos de la palabra en idioma suajili (swahili), que significa "todos juntos" o "como un todo". Se escogió como una reflexión del compromiso del grupo de desarrolladores y la comunidad del proyecto.

## Características
Generación de código HTML bien formado, gestión de blogs, vistas de impresión de artículos, flash con noticias, foros, polls (encuestas), calendarios, búsquedas integradas al sitio y soporte multi-idioma, son algunas de las herramientas que se pueden crear con Joomla! y debido a las tendencias actuales existe una gran apuesta por e-commerce en esta empresa.

## Versiones
La primera versión de Joomla (1.0.0) fue publicada 16 de septiembre de 2005 y se trataba de una evolución paralela (fork) mejorada de Mambo 4.5.2.3 combinada con modificaciones de seguridad y antibugs.
Joomla 1.5 fue publicado el 22 de enero de 2008, y su última sub-versión fue la 1.5.26, liberada el 27 de marzo de 2012. Esta fue la primera versión en recibir Soporte de largo plazo (LTS); tales versiones son liberadas cada tres entregas mayores o menores y reciben soporte hasta tres meses después de que la siguiente versión de largo plazo es liberada. Abril de 2012 marcó el final oficial de Joomla 1.5, cuando apareció la versión 3.0 en abril de 2013, el soporte para Joomla 1.5 finalmente fue descontinuado.
Joomla 1.6 fue liberado el 10 de enero de 2011. Esta versión añade una completa lista de control de acceso, jerarquía de categorías definida por el usuario y mejoras en la interfaz de administración.
Joomla 1.7 fue publicado el 19 de julio de 2011, seis meses después de 1.6.0. Esta versión añade seguridad aumentada y mejores herramientas de migración.
Joomla 2.5 se liberó el 24 de enero de 2012, seis meses después de 1.7.0. Esta versión era con soporte a largo plazo. Originalmente, esta entrega iba a ser la 1.8.0, sin embargo, los desarrolladores anunciaron el 9 de agosto que iban a cambiarle el nombre para que se ajuste a la nueva nomenclatura en la cual cada versión LTS es una versión X.5. Esta versión fue la primera en correr otras bases de datos aparte de la por defecto. El soporte para esta versión se extendió hasta el final del 2014.
Joomla 3.0 fue liberado el 27 de septiembre de 2012. Originalmente se suponía que iba a ser liberado en julio de 2012; sin embargo, el calendario de entrega enero/julio fue incómodo para los voluntarios, y el calendario se cambió a entregas septiembre/marzo. El 24 de diciembre de 2012, se decidió agregar una versión más (3.2) a la serie 3.x para mejorar el ciclo de vida de desarrollo y extender el soporte de las versiones LTS.
Joomla 3.1 salió el 24 de abril de 2013. La entrega 3.1 incluye varias características nuevas, incluyendo etiquetado.
Joomla 3.2 fue entregado el 6 de noviembre de 2013.
Joomla 3.3 se liberó el 30 de abril de 2014. La versión 3.3 incluye funciones criptográficas mejoradas para la contraseña, además de microdata y documentación basada en translatewiki.net.
En abril de 2014, el Equipo del Proyecto Joomla anunció que comenzó a seguir un 'Esquema de Versionado Semántico' para las nuevas versiones. La política anterior de LTS y STS ya no se sigue más. Joomla 3.3.1 fue la primera versión liberada bajo la nueva estrategia de desarrollo.
Joomla 3.4 fue liberado el 24 de febrero de 2015. Esta entrega incluye avances de seguridad mejorada, Google No CAPTCHA reCAPTCHA, y varias características nuevas.
El 9 de marzo de 2016 sale la versión estable de 3.5, una entrega bastante deseada por los usuarios de joomla que llevamos años utilizando versión 3.X pero no estable. 
El Proyecto Joomla anunció el cambio de la versión final de la serie 3.x que será la versión 3.10. La versión 3.9 tendrá herramientas de privacidad para facilitar a los desarrolladores el cumplimiento del Reglamento General de Protección de Datos (GDPR) que entra en vigor el 25 de mayo de 2018. Será la versión 3.10 la versión final se serie y contará con soporte LTS, entre 12 y 18 meses de soporte completo desde su lanzamiento y el tiempo restante hasta completar 2 años, con soporte de seguridad. La versión 3.10 será lanzada en conjunción con la primera versión de la nueva serie 4.0, y contendrá API de portabilidad para garantizar una migración suave. 
| Versión                                                                                        | Fecha de lanzamiento     | Con soporte hasta             |
| ---------------------------------------------------------------------------------------------- | ------------------------ | ----------------------------- |
| 1.0                                                                                            | 15 de septiembre de 2005 | 22 de julio de 2009           |
| 1.5                                                                                            | 22 de enero de 2008      | 30 de septiembre de 2012, LTS |
| 1.6                                                                                            | 10 de enero de 2011      | 19 de agosto de 2011          |
| 1.7                                                                                            | 19 de julio de 2011      | 24 de febrero de 2012         |
| 2.5                                                                                            | 24 de enero de 2012      | 31 de diciembre de 2014, LTS  |
| 3.0                                                                                            | 27 de septiembre de 2012 | 24 de abril de 2013           |
| 3.1                                                                                            | 24 de abril de 2013      | 6 de noviembre de 2013        |
| 3.2                                                                                            | 6 de noviembre de 2013   | 20 de octubre de 2014         |
| 3.3                                                                                            | 20 de abril de 2014      | 25 de febrero de 2015         |
| 3.4                                                                                            | 25 de febrero de 2015    | 21 de marzo de 2016           |
| 3.5                                                                                            | 21 de marzo de 2016      | 12 de julio de 2016           |
| 3.6                                                                                            | 12 de julio de 2016      | 25 de abril de 2017           |
| 3.7                                                                                            | 25 de abril de 2017      | 19 de septiembre de 2017      |
| 3.8                                                                                            | 19 de septiembre de 2017 | 30 de octubre de 2018         |
| 3.9                                                                                            | 30 de octubre de 2018    | 17 de agosto de 2021          |
| 3.10.x                                                                                         | 17 de agosto de 2021     | 17 de agosto de 2023, LTS     |
| 4.0                                                                                            | 17 de agosto de 2021     | 15 de febrero de 2022         |
| 4.1                                                                                            | 15 de febrero de 2022    | 16 de agosto de 2022          |
| 4.2.x                                                                                          | 16 de agosto de 2022     | 18 de abril de 2023           |
| 4.3                                                                                            | 18 de abril de 2023      | N/a                           |
| Leyenda:Versión antiguaVersión antigua, con soporte técnicoÚltima versiónÚltima versión previa |                          |                               |

## Historia
Joomla surge como el resultado de una bifurcación de Mambo Open Source, de la corporación Miro of Australia, quien mantenía la marca del nombre Mambo en esa época y el grupo principal de desarrolladores. Joomla nace con esta división el 17 de agosto de 2005. La corporación Miro formó una organización sin fines de lucro con el propósito inicial de fundar el proyecto y protegerlo de pleitos legales. El grupo de desarrollo reclamó que muchas de las cláusulas de la estructura de la fundación fueron acuerdos previos hechos por el comité directivo de Mambo, el cual no tiene la consultoría necesaria de quienes mantienen el proyecto e incluye cláusulas que violan los valores principales del código abierto.
El grupo de desarrollo creó un sitio web que se llamó OpenSourceMatters para distribuir información a los usuarios, desarrolladores, diseñadores web y a la comunidad en general. En ese momento el líder Andrew Eddie, conocido como "MasterChief", escribió una carta abierta para la comunidad, que apareció en la sección de anuncios del foro público en mamboserver.com.
Al siguiente día, 1000 personas ingresaron al sitio opensourcematters.org para expresar su apoyo y estímulo por las acciones ejecutadas por el grupo de desarrollo.
El sitio web recibió un aviso de temporalmente fuera de servicio debido al excesivo tráfico. Este evento apareció en newsforge.com, eweek.com, y ZDnet.com. Peter Lamont CEO de Miro dio una respuesta en el artículo titulado "The Mambo Open Source Controversy - 20 Questions with Miro".
El 22 de enero de 2008 se lanzó la versión 1.5 estable de Joomla, que incorporaba notables mejoras en el área de seguridad, administración y cumplimiento con estándares W3C, y fue la versión que le dio a Joomla su "distinción" propia, pues hasta ese momento su aspecto y su código eran muy parecidos a los de Mambo.
El 10 de enero de 2011 se publica la versión 1.6 estable de Joomla, que de nuevo introducía numerosas mejoras frente a su predecesora, entre las que cabe contar: categorías anidadas, sistema de control de acceso (ACL) granular, mejoras en el soporte de idiomas y SEO(Search Engine Optimization), redirección de páginas integrada, estilos de plantilla. Además, se ha rediseñado completamente el entorno (interfaz de usuario), y se ha mejorado el gestor de extensiones.
Autor Ricardo Regalado.

## Desarrollo del proyecto
Joomla corresponde al grupo de soluciones de código abierto, es un producto de software libre. Para el desarrollo de sus múltiples frentes, usa diferentes formas de comunicación como son: los encuentros por medio de IRC, foros, listas de correo, wikis y blogs.
Este gestor de contenidos GDC sigue las pautas marcadas por el bazar, con su objetivo principal de dar solución a las necesidades de todos aquellos que participan de una u otra forma en el proyecto.

## Estructuras organizativas/asociativas o de decisión
La gestión de administración principal del proyecto está delegada al grupo principal ("Core Team"). Todos los miembros de este grupo trabajan en conjunto como un solo grupo, comprometidos para guiar a Joomla dentro del movimiento de código abierto. Este grupo está compuesto por diferentes perfiles, con variadas experiencias y una serie diversa de disciplinas.
Este grupo nace cuando se experimentó el surgimiento de Joomla en 2005. El grupo principal es mucho más que una congregación de desarrolladores, su responsabilidad principal radica en la organización con respecto Joomla en su estructura funcional como organización y no únicamente en la programación del sistema de gestión de contenidos.
El proyecto se constituye de varios grupos que se han creado para enriquecer el conocimiento que la comunidad Joomla proporciona. Cada uno de los grupos se centra en un aspecto específico de Joomla que es importante para la expansión y desarrollo, el grupo principal no puede estar en cada discusión de estos temas, por ello existe un líder y un cabecilla alterno en cada uno de los grupos que se encargan de comunicarse de forma directa con el Grupo Principal.
Los grupos de trabajo suministran un canal de comunicación esencial entre la gran comunidad de Joomla y el grupo principal de forma que traen inquietudes a la luz, mediación de cambios y extensión de información.

## Arquitectura
Está desarrollado en una arquitectura Modelo Vista Controlador (MVC), lo que permite:
- Interactuar directamente con la parte de vista de Joomla!, lo que permite sobrescribir desde el template de Joomla! la parte de vista de un componente, módulo o plugin, lo que permite un gran nivel de personalización en el desarrollo de los templates.
- Un desarrollo de componentes módulos y plugins basados en la arquitectura base del CMS.
- Actualizaciones rápidas en caliente, actualizando los elementos requeridos para los cambios de versión con la plataforma funcionando.

## Industria relacionada
Open Source Matters Inc (OSM) es una organización sin ánimo de lucro que se estableció conforme a las leyes de los Estados Unidos y existe para soportar la parte legal y financiera del proyecto de código abierto Joomla. OSM se ha incorporado como una organización sin ánimo de lucro de Nueva York de forma que se garantiza que el proyecto Joomla y futuros proyectos tengan una ventana para la participación de voluntarios, para habilitar la contribución de la propiedad intelectual y los fondos de forma que se provee un vehículo legal para limitar la exposición de proyectos.

## Extensiones
Una de las mayores potencialidades que tiene este CMS es que su funcionalidad base puede ser expandida a través de extensiones o mediante las mismas; los tipos de extensiones son: Componentes, Módulos, Plantillas, Plugins y Lenguajes. Cada uno de estos tipos extiende las funcionalidades de Joomla! de una manera diferente.

### Componentes
Son extensiones que cargan como elemento funcional principal en Joomla!, un componente usualmente agrega una funcionalidad de impresión de contenido a Joomla, este es el caso de com_content que es el componente principal de administración de contenido estándar de Joomla, se caracterizan porque Joomla de forma nativa solo soporta el manejo de un solo componente al mismo tiempo.

### Módulos
Son extensiones que permiten cargar en una posición de una plantilla de Joomla una salida de datos o una funcionalidad específica, usualmente un módulo nos permite colocar la salida de un componente.

### Plantillas
Son extensiones que permiten cambiar la parte de vista del CMS, el archivo index.php de la plantilla de Joomla! determina dónde cargarán los componentes y los módulos.

### Plugins
Los plugins son extensiones que corren bajo disparadores seleccionados, realizando acciones seleccionadas mientras el CMS realiza la carga.

### Lenguajes
Los lenguajes son archivos de traducción que permiten colocar el CMS en cualquier idioma, Joomla es multi-idioma nativo.
Existen cientos de extensiones disponibles y con diversas funcionalidades como por ejemplo:
- Generadores de formularios dinámicos
- Directorios de empresas u organizaciones
- Gestores de documentos
- Galerías de imágenes multimedia
- Motores de comercio y venta electrónica
- Software de foros y chats
- Calendarios
- Software para blogs
- Servicios de directorio
- Boletines de noticias
- Herramientas de registro de datos
- Sistemas de publicación de anuncios
- Servicios de suscripción
- Integración con otras plataformas
- E-commerce

## Ejemplos
Algunos sitios importantes como Linux.com, iTWire.com e incluso eBay.com están basados o usan de algún modo el sistema de gestión de contenidos Joomla Asimismo, el sitio oficial de Joomla cuenta con un directorio de sitios de ejemplo.